# Seututie 434
Pour les articles homonymes, voir Route 434.
La route régionale 434 (finnois : Seututie 434) est une route régionale allant de Puumala jusqu'à Juva en Finlande,,.

## Présentation
La seututie 434 est une route régionale de Savonie du Sud.

## Parcours
- Luukkosenkylä
- Ryhälä
- Sairalanmäki
- Kaskii
- Lauteala
- Kiiskilänniemi
- Järvenpää
- Kettula
- Juva